# كاي راجاغوبال (لاعب كرة قدم)
كاي راجاغوبال (راجاغوبال كريشناسامي، من مواليد 10 يوليو 1956) هو مدرب كرة قدم ماليزيا ولاعب سابق. وهو المدير الفني السابق لمنتخب ماليزيا لكرة القدم وفريق كرة القدم تحت 23 عامًا .
ظهر راجاغوبال أيضًا ناقد رأي ‏ لكرة القدم لشبكة التلفزيون الفضائية الماليزية أسترو، بما في ذلك الحلقة الأولى في أغسطس 2009 من برنامج فورفورتو التلفزيوني ‏ .

## حياة مهنية

### مدربًا

#### بداياته مدربًا
بدأ راجاغوبال مسيرته التدريبية في عام 1990 مع نادي سلاغور الثاني ‏ كما عمل كمدرب للنادي مع نادي سلاغور ونادي سلاغور.

#### ماليزيا
عُين مدربًا لمنتخب ماليزيا للشباب تحت 20 سنة من عام 2004 حتى عام 2006؛ وماليزيا تحت 19 سنة (المعروفة باسم هاريماو مودا أ) من 2007 إلى 2009  وتحت قيادته، أصبح هاريماو مودا أ بطل الدوري الممتاز في عام 2009. منذ يوليو 2009، أصبح المدرب الرئيسي لفريق هاريماو مودا وفريق ماليزيا الأول، خلفًا لـ بي ساتياناثان ‏. كانت أول مبارياته هي الفوز 3-0 على سنغافورة والفوز 5-0 على زيمبابوي.
يشتهر راجاغوبال بتوجيه منتخب ماليزيا تحت 23 عامًا إلى أول ميدالية ذهبية له منذ 20 عامًا في دورة ألعاب جنوب شرق آسيا 2009 ‏ في لاوس حيث هزم الفريق فيتنام 1-0 في النهائي يوم 17 ديسمبر بعد أن أطاح في وقت سابق بتايلاند، حامل اللقب 8 مرات، في دور المجموعات.  بعد الفوز حصل راجاغوبال على لقب "الملك غوبال". في يوليو 2009، قاد راجاغوبال ماليزيا في مباراتين ضد بطل إنجلترا مانشستر يونايتد، وخسر في المباراتين 0-1 و2-3.
كما قاد المنتخب الوطني لكرة القدم للفوز بسباق كأس سوزوكي 2010، وهي المرة الأولى التي تفوز فيها ماليزيا بالبطولة منذ بدايتها عام 1996 لقد كُوفئت فلسفته المتمثلة في تغيير النهج التكتيكي من أسلوب اللعب الدفاعي إلى أسلوب اللعب الهجومي في هذا النصر. أظهر فريقه الشاب مستوى عالٍ من الاستحواذ على الكرة، وبنية دفاعية جيدة وإنهاء سريري في طريقه لإحراز اللقب. ولم يُجدد عقده في نهاية عام 2013. على الرغم من بعض الشائعات التي تشير إلى تعيينه مدربًا رئيسيًا لمنتخب فيتنام لكرة القدم، إلا أن ذلك لم يؤت ثماره.